# هوم (تريبينيي)
هوم (الصربية السرلنكية: Хум) هي منطقة مبنية في بلدية تريبينيي، جمهورية صربسكا، البوسنة والهرسك. 